# Феодосий Грамматик
Феодосий Грамматик — византийский поэт. Биографические сведения о Феодосии отсутствуют. Феодосий является автором ямбической поэмы в 80 строк, посвященной победе над арабами. 
Традиционно считается, что поэма описывает осаду Константинополя в 674-678 годах. Таким образом, деятельность Феодосия Грамматика приходится на время правления  Льва III. Однако, А. П. Каждан критикуют эту датировку и считает отнесение поэмы к эпохе Византийских Темных Веков необоснованной. 